# Velká severní?
Velká severní? (1947, Great Northern?) je v pořadí dvanáctá (a poslední dokončená) kniha z románového cyklu anglického spisovatele Arthura Ransoma o prázdninových dobrodružstvích dvou dětských sourozeneckých skupin, které se nazývají Vlaštovky a Amazonky, a jejich přátel.
Vlaštovky, Amazonky a Dick i Dorotka Collumovi se tentokrát plaví s kapitánem Flintem (strýc Amazonek Jim neboli James Turner) na lodi Lachtan v oblasti souostroví Vnějších Hebrid (po Zamrzlé lodi Kapitána Flinta a Holubí poště je to třetí kniha, kde jsou všichni dětští hrdinové opět spolu). Když přistanou, aby mohli loď vyčistit a připravit k předání původnímu majiteli, dostanou se do knofliktu s jedním místním sběratelem vajec. Na ostrově se totiž objevila potáplice lední (v Anglii také označovaná jako velká severní potáplice), která by zde podle ornitologických knih hnízdit neměla, a bezohledný (a nakonec neúspěšný) sběratel má v úmyslu vzácné ptáky zastřelit a vybrat jim z hnízda vejce.

## Česká vydání
- Velká severní?, Albatros, Praha 1974, přeložila Zora Wolfová, znovu 2002 a Toužimský a Moravec, Praha 2007.